# 1801
| 1801               |
| ------------------ |
| Dødsfald - Fødsler |
| • Begivenheder     |

| Gregoriansk kalender | 1801 MDCCCI             |
| Ab urbe condita      | 2554                    |
| Armensk kalender     | 1250 ԹՎ ՌՄԾ             |
| Kinesiske kalender   | 4497 – 4498 庚申 – 辛酉 |
| Etiopisk kalender    | 1793 – 1794             |
| Jødisk kalender      | 5561 – 5562             |
| Hindukalendere       |                         |
| - Vikram Samvat      | 1856 – 1857             |
| - Shaka Samvat       | 1723 – 1724             |
| - Kali Yuga          | 4902 – 4903             |
| Iransk kalender      | 1179 – 1180             |
| Islamisk kalender    | 1216 – 1217             |

Året 1801 startede på en torsdag.
Konge i Danmark: Christian 7. 1766-1808
Se også 1801 (tal)

## Begivenheder

### Udateret
- Ved Heliopolis i Egypten besejrer Frankrig Tyrkiet.
- Haiti bliver omdannet til en republik

- Den engelske videnskabsmand John Dalton (1766 – 1844) fremsætter sin lov (Daltons lov) om gassers partialtryk

### Januar
- 1. januar - Giuseppe Piazzi, Palermo opdager den første asteroide, Ceres, mellem Mars og Jupiter
- 1. januar - Irland forenes med Kongeriget Storbritannien i Det Forenede Kongerige (United Kingdom)

- 14. januar – England beslaglægger alle danske skibe i engelske havne

### Februar
- 1. februar – Folketælling i Kongeriget Danmark, Norge og på Færøerne

### Marts
- 21. marts - Slaget ved Alexandria, Egypten, mellem britiske og franske styrker
- 28. marts - Den dansk-vestindiske ø St. Thomas kapitulerer til en stor engelsk styrke

### April
- 2. april - Slaget på Reden udkæmpes mellem Danmark-Norge og England udenfor København. Briterne under ledelse af Nelson ødelægger en del af den danske flåde
- 9. april - Kronprins Frederik underskriver en aftale om våbenstilstand med englænderne efter Slaget på Reden udfor København

### September
- 9. september - Aleksandr 1. af Rusland giver privilegier til de baltiske guvernementer

### Oktober
- 9. oktober – Det Osmanniske Rige erobrer i samarbejde med Storbritannien, Egypten fra Frankrig.

## Født
- 4. september - Alfred d'Orsay, fransk amatørkunstner og dandy (død 1852).

## Dødsfald
- 21. marts – Andrea Luchesi, italiensk komponist